# Verbascum rupicola
Verbascum rupicola är en flenörtsväxtart som först beskrevs av August von Hayek och Siehe, och fick sitt nu gällande namn av Hub.-mor.. Verbascum rupicola ingår i släktet kungsljus, och familjen flenörtsväxter. Inga underarter finns listade i Catalogue of Life.